# Životní styl
Životní styl je systém významných činností a vztahů, životních projevů a zvyklostí typických, charakteristických pro určitý živý subjekt nebo i objekt. Jedná se o souhrn relativně ustálených každodenních praktik, způsobů realizace činností a způsobů chování. Životní styl je výrazně ovlivněn hromadnými sdělovacími prostředky.

## Definice životního stylu
Životní styl je spolu s příjmem významným atributem sociálního statusu a lze jej vztahovat jak k individuu, tak i k sociálním skupinám. Domácnosti či rodiny objektivně nejčastěji uskutečňují společně ty aktivity, které zároveň bývají subjektivními zálibami jedinců, tyto celky tedy společně sdílí způsoby trávení volného času.
Životní styl je dále funkční prvek života, resp. funkční systém člověka i sociálna, který si člověk vybírá z repertoáru dané kultury za určitých podmínek jisté prvky podle svých kritérií (hodnot, cíle atd.) a potřeb; a rovněž to, jak tyto prvky propojuje, transformuje a obohacuje a přetváří do vlastního systému. Je to způsob propojení soukromé a veřejné sféry, přizpůsobování zvolených prvků privátnímu, osobnímu rozměru. Životní styl(y) může být rovněž jistým vzorcem relací člověka mezi jednotlivými sférami a prvky života (životního pole). Nejde o oddělenou sféru života člověka, skupiny, ale spíše o určitý důležitý aspekt všech vztahů, rolí, činností a institucí.
Lze jej charakterizovat jako systém významných činností a vztahů, životních projevů a zvyklostí typických, charakteristických pro určitý subjekt. Životním stylem individua lze potom rozumět konzistentní životní způsob jednotlivce, jehož jednotlivé části si vzájemně odpovídají, jsou ve vzájemném souladu, vycházejí z jednotlivého základu, mají společné jádro, resp. určitou jednotící linii, tj. jednotný „styl“, který se jako červená linie prolíná všemi podstatnými činnostmi, vztahy, zvyklostmi apod. nositele daného životního stylu.

## Konkrétní podoba životního stylu
Konkrétní podoba životního stylu je ovlivněna dvěma faktory – životními podmínkami (faktor vnější) a jedincem samotným (faktor vnitřní). Vnější faktor – životní podmínky tvoří tzv. mantinely, v nichž se jedinec pohybuje, jedná se o bezprostřední vazbu životních podmínek a životního stylu. Změna životního stylu vyvolaná změnou životních podmínek nemusí mít tutéž míru a kvalitu jako změna životních podmínek a nemusí se projevovat v okamžité časové návaznosti. Příčinou této skutečnosti je např. setrvačnost navyklého dosavadního způsobu života, neochota či snížená schopnost změnit své chování (např. vlivem věku). Tento vnější faktor se mění stejně pro celou populaci, vyvolává změnu životních podmínek a v této probíhající sociální diferenciaci se otvírají či zavírají pro možnosti pro jednotlivé třídy. Vnitřní faktor životního stylu zahrnuje samotný subjekt životních podmínek – tedy jedince – se všemi jeho specifickými až individuálními životními podmínkami, potřebami, hodnotami atd. Jedinec mezi teoreticky existujícími i prakticky realizovatelnými variantami životního stylu hledá tu, kterou ve svých specifických podmínkách může naplnit a která by současně v daném okamžiku nejvíce odpovídala a vyhovovala jeho potřebám, hodnotám a jeho představě o naplnění sociálních rolí, jejichž je nositelem.

## Životní styl v postmoderní společnosti
Významní teoretici moderny se shodují v tvrzení, že se životní styl společnosti postmoderní stále více mění a nabývá na dynamičnosti. „… po roce 1990 […] došlo ke změnám hodnot prosazovaných a oceňovaných společností.“ V postmoderním době se trvalým atributem životního stylu stala nespojitost, nesouslednost lidského jednání, fragmentarizace a epizodičnost různých sfér lidských činností. Člověk si model životního stylu nevybírá, tak jako tomu bylo v tzv. tradiční společnosti, kdy různé modely životního stylu vystupovaly samostatně. Dnes není třeba vybírat si, protože tyto modely existují a vystupují současně a zároveň jsou normou chování každodenního života.
Lidé přebírají věci, módu nebo způsoby trávení volného času již vypracované specializovanými organizacemi, a v tomto přebírání jsou ovlivněni konzumem. Výběr však činí z vlastní vůle a svobodně kombinují různé prvky programu, který jim výše zmíněné organizace předkládají. Konzumují i v oblasti zdraví, životního stylu, různých rad, ale i v mnoha dalších oblastech a tento konzum probíhá systémem samoobsluhy. Konzumní éra, která prostupuje celou postmoderní společností, zrušila hodnotu i existenci zvyků a tradic, což vedlo ke vzniku celostátní (ale i mezinárodní) kultury, která je založena na podněcování potřeb a informací. Tato skutečnost způsobila, že se člověk otevřel novinkám a je schopen bez odporu měnit svůj styl života. Onu všudypřítomnou masovou spotřebu lze považovat za důležitý ukazatel toho, že lidé postmoderní společnosti nemají nic proti myšlence společenské změny a ani proti osobní transformaci v tak důležité oblasti jako je životní styl.
Jedinec v důsledku měnících se životních podmínek musí ať už více či méně volit z nabízené palety životních stylů, která je vlivem všudypřítomného konzumu ve společnosti značně pestrá, tuto volbu však neuskutečňuje pouze podle svých „omezení“, ale výběr (stejně jako celý život jedince) probíhá „pod implikativním a nereflektovaným tlakem ,společenského životního scénáře‘, který je jedincem vědomě i nevědomě, myšlením i jednáním, pozměňován.“ Život jedince se neustále točí kolem společenského scénáře, který je charakteristický pro určitou společnost, uvnitř té ale existují další diferencované scénáře pro jedince z různých sociálních skupin a pro různé sociální statuty, obsahující dané události, kterých by měl člověk dosáhnout, i věkové rozmezí, kdy by se tak mělo stát. Čím více se jedincův vlastní scénář shoduje se scénářem společnosti, tím snazší je jej realizovat. V různé míře v sociálním časoprostoru realizovaný životní scénář v podobě naplněných životních cílů vytváří životní dráhy, které jsou průsečíkem sociálního pole a entity jedince, v posledních letech ukazuje stále silněji, že životní dráha mladého člověka není oproštěna od vlivu sociální pozice jeho původní rodiny.

### Alternativní životní styl
Alternativní životní styl je způsob žití, který se odlišuje od tradičních, vžitých očekávání moderní společnosti, zejména pokud se jedná o výběr práce nebo domova. Existují různé skupiny, jejichž životní styl se označuje za alternativní, přičemž jejich alternativní odlišnost souvisí s péčí o zdraví, módou, hudbou, světonázorem atd. Jsou to např. vegetariáni, přívrženci alternativní medicíny, nudisti nebo subkultury jako hippies, goths, skinheadi, příznivci punku či metalu.

### Zdravý životní styl
Životní styl je důležitý faktor ovlivňující zdraví člověka. V současnosti se pod vlivem negativních dopadů moderní společnosti na životní prostředí dostává do popředí snaha žít zdravě, což zahrnuje základní faktory jako životní rytmus, pohybový režim, duševní aktivita, zvládání náročných životních situací, životospráva a racionální výživa a také péči o tělesné, psychické a duchovní kultury osobnosti. Do zdravého životního stylu patří též život, chůze či turistika naboso.

## Faktory ovlivňující životní styl
Dimenze životního stylu jsou spjaty se vzděláním jedince popř. s vertikálními charakteristikami profesního postavení, dále má výraznou vazbu na úroveň vzdělání a na životní styl rodiny původu, dále na ni působí z mimostatusových charakteristik typ velikosti místa bydliště, nepříliš výrazný je vliv věku (lze redukovat pouze na frekvenci aktivit volného času) a minimální až nulový význam má diferenciace podle pohlaví. Jednotlivé faktory ovlivňující životní styl povětšinou mezi sebou mají vzájemné vazby. Existují souvislosti mezi sociálním postavením, příjmy, vzděláním a trávením volného času na jedné straně a na straně druhé se životním stylem, který se výrazně diferencuje podle sociálních a sociodemografických charakteristik lidí. Oproti tomu lze nalézt i tvrzení, že jednotlivé sociální statusy jedinců se liší materiálním zabezpečením, mocí a dle některých autorů také prestiží, což ovlivňuje celkovou životní úroveň, životní styl a celkové vyhlídky těch, kdo tyto sociální statusy obsadili, navíc k řídícím statusům se vážou charakteristiky jako je věk, pohlaví a „etnicita“, což jsou faktory ovlivňující vzdělání. Ke vzdělání se v postmoderních společnostech úzce váže profese a zaměstnání, které pak prostřednictvím příjmů zpětně ovlivňují životní úroveň a životní styl.

### Postavení v pracovním procesu
Jedním z nejdůležitějších faktorů v zaměstnání je prestiž, která je někdy označována jako funkční prestiž. Sociální prestiž lze charakterizovat jako úctu spojenou s určitým statusem přenášející se na individua, která tento status zaujala. Kromě pracovního postu jsou dalšími výrazy prestiže např. specifický životní styl, dále k symbolům statusu či prestiže patří zejména bydliště, vlastnictví, „prestiž předmětů“ či členství ve specifických organizacích. Možnost uplatnění na trhu práce ovlivňuje výška sociokulturního statusu, nerovnosti sociokulturní se potom prolínají s nerovnostmi socioekonomickými. Výrazem socioekonomických nerovností je sociální stratifikace, v jejímž pozadí stojí společenská dělba práce. Profese v postmoderní společnosti vymezuje statusové skupiny. Podle Maxe Webera se jako statusová skupina označují lidé, kteří si vzájemně připisují stejnou prestiž, sdílí tytéž hodnoty a podobný životní styl. Toto vymezení však není podmínkou, statusové skupiny mohou existovat v rámci tříd či vrstev ale i překračovat jejich hranice.

### Vzdělání
„Čím déle se společnost vyvíjí směrem k postindustriálnímu stupni, tím větší úlohu stupeň (obor) vzdělání hraje jako jeden ze základních kvalifikačních zdrojů umožňujících dosahování odpovídající nebo alespoň přibližně odpovídající úrovně v ostatních rozměrech sociálního postavení: složitost práce, postavení v řízení, příjmová a životní úroveň, kvalitě způsobu života i společenského uznání.“ Vzdělání a kvalifikaci jedince je statusovou charakteristikou podmiňující zaměstnanecký status, což má následně vliv na třídně profesionální zařazení a souhrnný sociální status jedince. Funkce dosaženého vzdělání má v postmoderní společnosti dvě funkce. Za prvé se jedná o dosahování kulturní úrovně a s ní spjatého všeobecného rozhledu, což lze také nazývat enkulturační funkcí. Za druhé jde o získávání praktické kvalifikace nezbytné především pro výkon pracovní (výdělečné) činnosti, pro uplatnění zprostředkovávané tzv. trhem práce.

### Příjem
Na velikosti příjmů a způsobů jejich získávání závisí životní úroveň, životní styl, budoucnost a budoucnost dětí a v neposlední řadě i váženost jedince ve společnosti, bez ohledu na skutečné schopnosti či vlastnosti jedince. V neposlední řadě se potom v příjmech a majetku odráží rozdíly v životní úrovni a životním stylu. „Pohled na životní úroveň rodiny přes příjmy domácnosti odhaluje možnost každodenní spotřeby … v příjmové diferenciaci domácností je pak zakódována nejen současná, ale také budoucí diferenciace celkové životní úrovně a životního stylu.“ Příjem lze získat prostřednictvím toho, jaké má jedinec možnosti disponovat se svými statky a dovednostmi. Šance jedinců dosáhnout určitých životních podmínek a osobních životních zkušeností určuje třídní postavení.

### Volný čas
Životní styl hraje důležitou roli, neboť zastává aktivní roli činitele, který spoluvytváří sociální status, protože se zřetelně váže ke sféře nejsvobodnějšího rozhodnutí – volného času. Činnost člověka ve volném čase je možné vymezit jako články řetězce příčin a důsledků, které jsou výrazem subjektivní stránky jedince, jeho potřeb a zájmů. Dále je volný čas ve svém rozsahu a obsahu systémově provázán s daným typem společnosti, kterému odpovídají určité hodnoty, instituce, vzorce chování a sociální mechanismy spojené s naplňováním volného času. Jestliže společnost zabezpečí kvalitní trávení volného času dětí a mládeže, urychlí tím rozvoj obecných specifických schopností mladé generace a potlačí rozvoj negativních sociálních rysů. Jednoduše je volný čas komplexem činností, k jejichž vykonávání se člověk rozhodl sám ze své vlastní vůle a vykonává je zpravidla pro ně samé. Tento čas není vymezen konkrétně ani obsahově, ani časově – je to ten časový prostor, který člověku zbývá. Koncem devadesátých let minulého století dochází k vyhraňování volného času a u řady aktivit se zvyšuje frekvence. Vyhraňování činností ve volném čase je výrazem obratu ve vývoji společnosti. Průběh diferenciačních procesů ve společnosti vede od nivelizované homogenní společnosti let osmdesátých ke společnosti diverzifikované především majetkově, ale i sociokulturně.

#### Rozdělení času jedince
Čas jedince je možné rozdělit na čas pracovní, který vymezuje jako vlastní pracovní činnost jedince – zaměstnání, a čas mimopracovní. Čas mimopracovní se dále dělí na vázaný a volný. Přičemž čas vázaný zahrnuje rutinní, opakující se činnosti, které souvisí se zachováním biofyziologické existence jedince a uchováním jeho psychiky a sociálního minisystému (chod rodiny a domácnosti) a dále různé mimopracovní povinnosti.

### Etapa rodinného života
Tvorba jistých představ se výchovným působením předává z generace na generaci – např. výhodnost dělnického povolání vůči nedělnickému (služby) přežívá v určitých skupinách stále. „… existence, ba dokonce i jisté posilování, zřetelných vlivů třídního i statusového uspořádání na formování postojů obyvatelstva k celé řadě klíčových otázek současného […] života svědčí o tom, že […] statusová a třídní uskupení nejsou abstraktní, neživou konstrukcí. Jsou především zakotvena v souhrnu objektivních sociálních vztahů, […], jimiž je sociálními vztahy vytvářená struktura ovlivňována. Současně pak tato struktura […] sama vyvolává změny v názorech, postojích a hodnotových orientacích lidí a tím je samozřejmě také stimuluje k určitým směrům praktického zájmového chování…“
V determinaci životního stylu se výrazně prosazují mezigenerační i vnitrogenerační vztahy, jedná se především o životní styl rodiny původu, vliv úrovně vzdělání vlastní ale i partnera a vlastního profesního postavení.

### Typ lokality
Jedním ze základních hledisek strukturujících společnost prostorový neboli územní rozměr, který v analýze sociální struktury může hrát tři doplňující se role. První rolí je diferenciační úloha, ve které je území (lokalita) pasivním dějištěm společenského pohybu. Je to terén, kde probíhají společenské procesy. Vše, co se odehrává ve společnosti se odehrává i v území, a tak do území může být promítáno, územím se v tomto případě rozumí i jakési zázemí. Roli druhou sehrává integrační úloha, kde je území považováno za aktivní činitel společenského pohybu, má pozitivní vliv při vytváření sociální organizace a při posilování její sociální struktury. Poslední rolí je transformační úloha – prostorové sociální procesy měnící případně vytvářející prostorovou a tím i sociální strukturu společnosti ovlivňují rozmístění obyvatelstva a jeho prostorové chování.

### Rodinná vzdělanostní a kulturní kontinuita
Reálné aktivity i jejich subjektivní učení nevychází pouze z daného subjektu jedince či skupiny mládeže, ale mají své zázemí v rodině. Zájmy a aktivity jedince navazují na hodnotové orientace, kulturu a způsob života jeho rodiny. Prostřednictvím dítěte, mladého jedince a mladé generace, tak reprodukují rodina a společnost své aktivity a hodnoty na úrovni adekvátnější nové sociální skutečnosti. Stále více roste význam kulturního kapitálu výchozí rodiny a zvyšuje se jeho autoreprodukci, univerzální hodnota vzdělanosti tak zjevně určuje životní strategie rodičů a jejich dětí.

### Tradice, móda
Móda je napodobením daného vzoru, napodobením tohoto vzoru pak jedinec uspokojuje potřebu určité sociální opory. Móda přivádí jedince na cestu, po níž kráčejí všichni, poskytuje obecný základ, který přeměňuje chování každé osoby v pouhý příklad. Uspokojuje však i potřebu rozdílnosti a sebeodlišení, což provádí na jedné straně změnou obsahů, která dnešní módě dává individuální ráz, jímž se liší od módy jiných historických etap. Ještě výrazněji se jí to daří tím, že podoby módy jsou vždycky dány módou určitých tříd. Móda vyšší vrstvy se liší od módy vrstvy nižší a bývá také opuštěna v tomtéž okamžiku, kdy si ji tato nižší vrstva začne osvojovat. Prostřednictvím módy se tendence k sociálnímu vyrovnání spojuje v rámci jednotného jednání s tendencí k individuální odlišnosti a ke změně.